# Atletismo nos Jogos Olímpicos de Verão de 2024 - Revezamento 4x100 m masculino

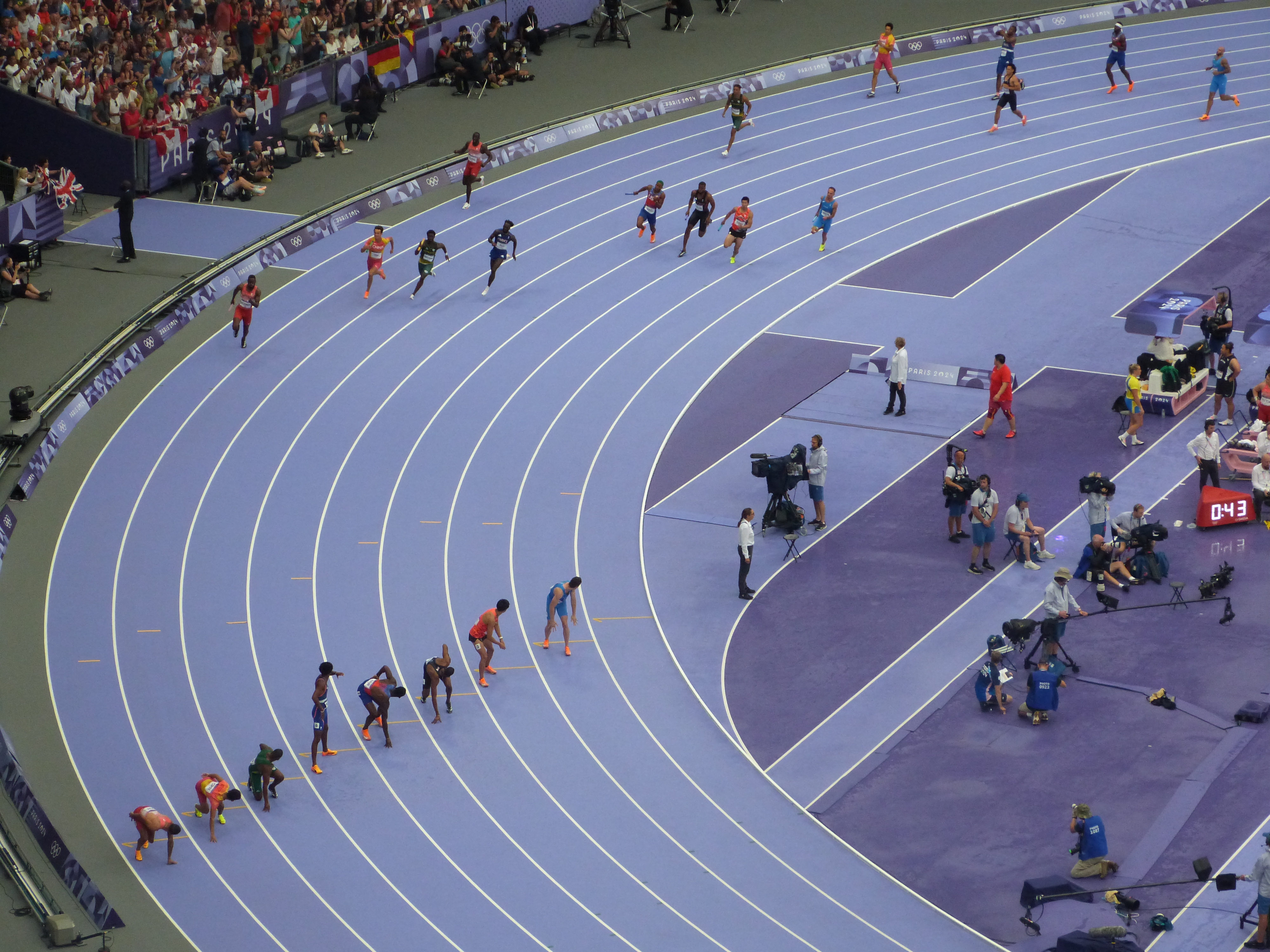
Velocistas durante a final

A prova do revezamento 4x100 m masculino do atletismo nos Jogos Olímpicos de Verão de 2024 ocorreu em 8 e 9 de agosto de 2024 no Stade de France, em Paris. Um total de 68 atletas de 16 Comitês Olímpicos Nacionais (CON) participaram do evento.

## Qualificação
Para o revezamento 4x100 metros masculino, o período de qualificação foi entre 1 de julho de 2023 e 30 de junho de 2024. Quatorze equipes se classificaram através da World Athletics Relays de 2024 e as duas vagas restantes foram concedidas às equipes com as melhores classificações no ranking da World Athletics durante o período de qualificaçao.

## Formato
O evento usa o formato de duas fases (primeira rodada e final). São duas baterias iniciais na primeira rodada, com as três primeiras equipes em cada uma e as duas com os melhores tempos no geral avançando para a final.

## Calendário
Horário local (UTC+2)
| Data                | Horário | Fase            |
| ------------------- | ------- | --------------- |
| 8 de agosto de 2024 | 11:35   | Primeira rodada |
| 9 de agosto de 2024 | 19:45   | Final           |

## Medalhistas
|  | CAN Canadá                                              |  | RSA África do Sul                                             |  | GBR Grã-Bretanha                                                                    |
|  | Aaron Brown Jerome Blake Brendon Rodney Andre De Grasse |  | Bayanda Walaza Shaun Maswanganyi Bradley Nkoana Akani Simbine |  | Jeremiah Azu Louie Hinchliffe Nethaneel Mitchell-Blake Zharnel Hughes Richard Kilty |

## Recordes
Antes desta competição, os recordes mundiais e olímpicos da prova eram os seguintes:
| Tipo | Atleta                                                            | Tempo (s) | Local   | Data                 |
| ---- | ----------------------------------------------------------------- | --------- | ------- | -------------------- |
|      | Jamaica · (Nesta Carter, Michael Frater, Yohan Blake, Usain Bolt) | 36.84     | Londres | 11 de agosto de 2012 |
|      | Jamaica · (Nesta Carter, Michael Frater, Yohan Blake, Usain Bolt) | 36.84     | Londres | 11 de agosto de 2012 |

### Por região
| Região                             | Equipe (atletas)                                                                               | Tempo (s) |
| ---------------------------------- | ---------------------------------------------------------------------------------------------- | --------- |
| África                             | África do Sul · (Thando Dlodlo, Simon Magakwe, Clarence Munyai, Akani Simbine)                 | 37.65     |
| Ásia                               | Japão · (Shuhei Tada, Kirara Shiraishi, Yoshihide Kiryū, Abdul Hakim Sani Brown)               | 37.43     |
| Europa                             | Grã-Bretanha · (Adam Gemili, Zharnel Hughes, Richard Kilty, Nethaneel Mitchell-Blake)          | 37.36     |
| América do Norte, Central e Caribe | Jamaica · (Nesta Carter, Michael Frater, Yohan Blake, Usain Bolt)                              | 36.84     |
| Oceania                            | Austrália · (Paul Henderson, Tim Jackson, Steve Brimacombe, Damien Marsh)                      | 38.17     |
| América do Sul                     | Brasil · (Rodrigo do Nascimento, Vitor Hugo dos Santos, Derick Silva, Paulo André de Oliveira) | 37.72     |

## Resultados

### Primeira rodada
As três primeiras equipes em cada bateria avançam à final (Q), assim como as duas equipes mais rápidas no geral (q).

#### Bateria  1
| Pos. | Raia | CON                | Atletas                                                                 | Reação | Tempo | Notas              |
| ---- | ---- | ------------------ | ----------------------------------------------------------------------- | ------ | ----- | ------------------ |
| 1    | 6    | USA Estados Unidos | Christian Coleman, Fred Kerley, Kyree King, Courtney Lindsey            | 0.122  | 37.47 | Q                  |
| 2    | 4    | RSA África do Sul  | Bayanda Walaza, Shaun Maswanganyi, Bradley Nkoana, Akani Simbine        | 0.155  | 37.94 | Q,                 |
| 3    | 5    | GBR Grã-Bretanha   | Jeremiah Azu, Louie Hinchliffe, Richard Kilty, Nethaneel Mitchell-Blake | 0.133  | 38.04 | Q,                 |
| 4    | 7    | JPN Japão          | Abdul Hakim Sani Brown, Hiroki Yanagita, Yoshihide Kiryu, Koki Ueyama   | 0.141  | 38.06 | q,                 |
| 5    | 8    | ITA Itália         | Matteo Melluzzo, Marcell Jacobs, Fausto Desalu, Filippo Tortu           | 0.144  | 38.07 | q                  |
| 6    | 9    | AUS Austrália      | Lachlan Kennedy, Jacob Despard, Calab Law, Joshua Azzopardi             | 0.156  | 38.12 | Recorde da Oceania |
| 7    | 2    | NGR Nigéria        | Favour Ashe, Kayinsola Ajayi, Alaba Akintola, Usheoritse Itsekiri       | 0.169  | 38.20 |                    |
| 8    | 3    | NED Países Baixos  | Onyema Adigida, Taymir Burnet, Nsikak Ekpo, Elvis Afrifa                | 0.157  | 38.48 |                    |

#### Bateria  2
| Pos. | Raia | CON          | Atletas                                                                    | Reação | Tempo | Notas                |
| ---- | ---- | ------------ | -------------------------------------------------------------------------- | ------ | ----- | -------------------- |
| 1    | 5    | CHN China    | Deng Zhijian, Xie Zhenye, Yan Haibin, Chen Jiapeng                         | 0.139  | 38.24 | Q                    |
| 2    | 7    | FRA França   | Méba-Mickaël Zeze, Jeff Erius, Ryan Zeze, Pablo Matéo                      | 0.157  | 38.34 | Q                    |
| 3    | 6    | CAN Canadá   | Aaron Brown, Jerome Blake, Brendon Rodney, Andre De Grasse                 | 0.174  | 38.39 | Q                    |
| 4    | 8    | JAM Jamaica  | Ackeem Blake, Jelani Walker, Jehlani Gordon, Kishane Thompson              | 0.155  | 38.45 | Recorde da temporada |
| 5    | 9    | GER Alemanha | Kevin Kranz, Owen Ansah, Yannick Wolf, Lucas Ansah-Peprah                  | 0.151  | 38.53 |                      |
| 6    | 3    | BRA Brasil   | Gabriel Garcia, Felipe Bardi, Erik Cardoso, Renan Correa                   | 0.159  | 38.73 |                      |
| 7    | 2    | LBR Libéria  | Jabez Reeves, Emmanuel Matadi, John Sherman, Joseph Fahnbulleh             | 0.151  | 38.97 |                      |
|      | 4    | GHA Gana     | Abdul-Rasheed Saminu, Benjamin Azamati, Ibrahim Fuseini, Joseph Paul Amoah | 0.214  | DSQ   | TR 24.7              |

### Final
As três equipes mais rápidas conquistam as medalhas.
| Pos.              | Raia | CON                | Atletas                                                                  | Reação | Tempo | Notas                |
| ----------------- | ---- | ------------------ | ------------------------------------------------------------------------ | ------ | ----- | -------------------- |
| Medalha de ouro   | 9    | CAN Canadá         | Aaron Brown, Jerome Blake, Brendon Rodney, Andre De Grasse               | 0.155  | 37.50 | , TR 17.3.3          |
| Medalha de prata  | 7    | RSA África do Sul  | Bayanda Walaza, Shaun Maswanganyi, Bradley Nkoana, Akani Simbine         | 0.153  | 37.57 | Recorde africano     |
| Medalha de bronze | 4    | GBR Grã-Bretanha   | Jeremiah Azu, Louie Hinchliffe, Nethaneel Mitchell-Blake, Zharnel Hughes | 0.162  | 37.61 | Recorde da temporada |
| 4                 | 2    | ITA Itália         | Matteo Melluzzo, Marcell Jacobs, Lorenzo Patta, Filippo Tortu            | 0.142  | 37.68 | Recorde da temporada |
| 5                 | 3    | JPN Japão          | Ryuichiro Sakai, Abdul Hakim Sani Brown, Yoshihide Kiryū, Koki Ueyama    | 0.130  | 37.78 | Recorde da temporada |
| 6                 | 6    | FRA França         | Méba-Mickaël Zeze, Jeff Erius, Ryan Zeze, Pablo Matéo                    | 0.153  | 37.81 | Recorde da temporada |
| 7                 | 8    | CHN China          | Deng Zhijian, Xie Zhenye, Yan Haibin, Chen Jiapeng                       | 0.160  | 38.06 | Recorde da temporada |
|                   | 5    | USA Estados Unidos | Christian Coleman, Kenny Bednarek, Kyree King, Fred Kerley               | 0.138  | DSQ   | TR 24.7              |

Legenda
| Recorde mundial      | Recorde mundial (World record)               |                       | Recorde africano                      | Recorde africano (African) |                                           | Q | Classificado por posição (Qualified) |
| Recorde olímpico     | Recorde olímpico (Olympic record)            | Recorde da América    | Recorde da América (Americas)         | q                          | Classificado por melhor tempo (Qualified) |   |                                      |
| Melhor marca do ano  | Melhor marca do ano (World leading)          | Recorde asiático      | Recorde asiático (Asian)              | DNS                        | Não largou (Did not start)                |   |                                      |
| Recorde nacional     | Recorde nacional (National record)           | Recorde europeu       | Recorde europeu (European)            | DNF                        | Não terminou (Did not finish)             |   |                                      |
| Recorde pessoal      | Recorde pessoal do atleta (Personal best)    | Recorde da Oceania    | Recorde da Oceania (Oceania)          | DSQ / DQ                   | Desclassificado (Disqualified)            |   |                                      |
| Recorde da temporada | Recorde da temporada do atleta (Season best) | Recorde sul-americano | Recorde sul-americano (South America) | NM                         | Sem marca (No mark)                       |   |                                      |